# 艷屍案中案
是一部2006年法國和美國合拍的新黑色犯罪驚悚電影，導演是布萊恩·狄帕瑪。改編自詹姆士·艾洛伊的同名小說《黑色大理花》，主演是喬許·哈奈特、史嘉蕾·喬韓森、亞倫·艾克哈特及希拉蕊·史旺。其小說和電影的靈感來自引起轟動一時的伊麗莎白·蕭特（Elizabeth Short）謀殺案。本片於2006年8月30日在第63屆威尼斯國際電影節作為開幕電影，2006年9月15日正式公映。儘管電影在評價上和財政上都雙雙失利，本片也被提名第79屆奧斯卡金像獎最佳攝影獎，卻敗給《羊男的迷宮》。米雅·柯許納飾演伊麗莎白·蕭特的演出獲得廣泛讚賞。

## 剧情
洛杉矶警察局偵探「布基」德怀特·布莱歇特和李·布兰查德參加了一場拳擊比賽，以提高公眾對警察局的支持，之後結為搭檔。李將布基介紹給女友凯·莱克，三人變得形影不離。凯告訴布基她沒有和李上床，布基感到震驚，凯隨後試圖引誘他，但他拒絕了。他還發現凯的背后被烙上了名字縮寫“BD”，代表博比·德威特（Bobby DeWitt），他是一名黑幫成員，因一起大型銀行搶劫案被捕定罪，從而成就了李的職業生涯。
不久之後，1947年1月15日，伊丽莎白·肖特遭肢解的屍體被人發現，媒體稱她為「黑色大理花」。兩位偵探都沉迷於破获此案。
布基得知伊丽莎白是一位有抱負的女演員，曾出演一部色情片，與女同性戀者交往。他去了一家女同性戀夜總會，遇到了马德琳·林斯科特，她長得很像伊丽莎白。來自名門望族的马德琳告訴布基，她與伊丽莎白“非常親密”，但要求他不要讓她的名字出現在報紙上。随后她把他介紹給她富有的父母。
李的固執導致他變得反覆無常，经常辱罵凯。李和布基因之前的一桩案件發生激烈爭吵後，布基去李和凯那裡道歉，卻從凯那裡得知李收到了有關博比·德威特的讯息。布基在一棟大樓的中庭找到了德威特，然后他被李槍殺了，不久看到一名男子想要绞死李，旋即又有第二個人走出割开了李的喉嚨。李和拿著绞索的男子從幾層樓的欄桿上摔下來身亡。
失去李的悲傷驱使布基和凯發生性關係。第二天早上，布基在李和凯的浴室裡發現了藏著的錢。凯透露她曾是德威特的女朋友，並且德威特虐待了她。李救了凯，偷了德威特的錢，並將德威特關進監獄。布基意識到李是去殺死德威特的，憤怒之下他離開去找马德琳，在她家他注意到了一幅斜視小丑的畫。凯跟著他，她發現马德琳與大理花驚人相似。
布基開始將這些碎片拼湊起來，記起另一部電影中的道具與伊丽莎白色情片中的場景一致。片尾字幕致谢了马德琳的父親埃米特·林斯科特，布基深入挖掘了马德琳说过的埃米特使用舊電影佈景建造廉價防火房屋的事情。在埃米特建造的好萊塢標誌下的一間空房子裡，布基認出了伊丽莎白電影中使用的佈景。他在莊園的一個穀倉裡發現了伊丽莎白在那裡被殺害分尸的證據，以及一幅帶著格拉斯哥笑容的男人的圖畫。這幅畫與马德琳家中的畫作以及伊丽莎白臉上刻著的可怕微笑一致。
布基在马德琳家裡與她和她的父親對峙，马德琳的母親拉莫娜透露自己殺了伊丽莎白。她承認马德琳不是埃米特的亲生女儿，而是他最好的朋友乔吉的。她說乔吉在觀看伊丽莎白拍攝色情片時變得癡迷于她。拉莫娜對乔吉與一個長得非常像自己女兒的人發生性關係感到不安，遂引誘伊丽莎白到家裡殺死了她。布基还没決定要做什麼，拉莫娜突然開槍自殺了。
幾天后，布基想起李在調查過程中說過的話，帶著一些問題拜訪了马德琳的妹妹玛莎。他得知李知道马德琳和伊丽莎白的事，並勒索马德琳的父親保守秘密。布基在一家破舊的汽車旅館找到了马德琳，她承認自己是割开李喉嚨的人。布基開槍打死了她，之后去了凯的家，凯邀請他進來，關上了門。

## 演員
- 喬許·哈奈特 飾 Detective Dwight 'Bucky' Bleichert
- 史嘉蕾·喬韓森 飾 Katherine 'Kay' Lake
- 亞倫·艾克哈特 飾 Detective Lee Blanchard
- 希拉蕊·史旺 飾 Madeleine Linscott
- 米雅·柯許納 飾 伊麗莎白·蕭特
- Mike Starr（英语：Mike Starr (actor)） 飾 Detective Russ Millard
- 費歐娜·蕭 飾 Ramona Linscott
- Patrick Fischler（英语：Patrick Fischler） 飾 Deputy District Attorney Ellis Loew
- 詹姆斯·奧蒂斯（英语：James Otis (actor)） 飾 Dolph Bleichert
- 約翰·卡瓦納 飾 Emmett Linscott
- 蘿絲·麥高文 飾 Sheryl Saddon
- 特洛伊·埃文斯（英语：Troy Evans (actor)） 飾 Chief Ted Green
- Pepe Serna（英语：Pepe Serna） 飾 Tomas Dos Santos
- Anthony Russell（英语：Anthony Russell） 飾 Morrie Friedman
- 安格斯·麥伊恩斯（英语：Angus MacInnes） 飾 Captain John Tierney
- Rachel Miner（英语：Rachel Miner） 飾 Martha Linscott
- 理查德·巴拉克 飾 Bobby DeWitt
- 維克多·馬克圭爾（英语：Victor McGuire） 飾 Sgt. Bill Koenig
- 格雷格·亨利（英语：Gregg Henry） 飾 Pete Lukins
- 潔米瑪·盧珀（英语：Jemima Rooper） 飾 Lorna Mertz
- William Finley（英语：William Finley (actor)） 飾 Georgie Tilden
- 伊恩·麥克內斯（英语：Ian McNeice） 飾 Coroner
- Fatso-Fasano（英语：Fatso-Fasano） 飾 Dealer

## 外部連結
- 官方网站
- 互联网电影数据库（IMDb）上《The Black Dahlia》的资料（英文）
- Box Office Mojo上《The Black Dahlia》的資料（英文）
- 爛番茄上《The Black Dahlia》的資料（英文）
- Metacritic上《The Black Dahlia》的資料（英文）
- A Dark Moment in the Harsh Hollywood Sun （页面存档备份，存于） - The New York Times, February 5, 2006